# Адамсон-Эрик
Адамсон-Эрик (эст. Adamson-Eric, настоящее имя Эрик Карл Хуго Адамсон, швед. Erich Carl Hugo Adamson; 18 августа 1902, Юрьев, Лифляндская губерния — 2 декабря 1968, Таллин) — эстонский художник, деятель искусства и культуры.

## Биография
Родился 18 августа 1902 года в Юрьеве в многодетной семье. Начальное образование получил дома, а позднее обучался в начальной школе Кооритсе. Продолжил учёбу в гимназиях — I Александровской и Хуго Треффнера. В 1920-23 годы посещал лекции на юрфаке Тартуского университета вольнослушателем. Также его имя было в списке учеников художественной школы «Паллас». В 1923 г. отправился за границу, поступил в Художественно-промышленную школу Берлин-Шарлоттенбург. В 1925 году путешествовал по Италии, проехал от Генуи до Неаполя, посетил Капри.
Как живописец Эрик окончательно сформировался, пройдя обучение в Париже (1924—27 годах). Он был студентом ряда вольных академий, в том числе Коларосси, академии Рансона и Монпарнаса, где преподавали Роже Бисьер, Жорж Брак, Андре Лот и другие мастера.

## Выставки
Персональные
- 1929—1930 (24.11 — 07.01) В Таллине в Эстонском Художественном музее. В списке экспозиции 17 работ (рядом с живописью выставлены текстильные работы, которые были вытканы в женской профессиональной школе Таллина).
- 1934 (15.09.-08.10) Выставка, посвящённая открытию Таллиннского Дома искусства.
- 1936 (24.10.-04.11) В галерее Стринберга в Хельсинки. В списке выставки 42 работы 1929—1936 годов. Был издан каталог (авторы предисловия доцент Хельсинкского университета Людвиг Веннервирта и профессор Тартуского университета Стен Карлинг). Финским правительством была куплена картина «Зимний Таллинн» 1935 года.
- 1938 (12.02.-20.02) Выставка в Таллиннском Доме искусства. Экспонировались 148 работ, был издан каталог (с предисловием профессора ТУ Стена Карлинга).
- 1939 (06.05.-18.05) персональная выставка в Доме художников в Стокгольме (Stockholm Konstnärshuset). Были выставлены 64 работы: живопись, текстиль, фарфор, изделия из кожи. Издан каталог (с предисловием профессора ТУ Стена Карлинга). Для национального музея были куплены «Стоячая живопись» 1937 года, переплёт «Калевипоэг» 1938 и декоративная тарелка 1938 года.
- 1962 персональная выставка в Таллиннском Доме искусства (в августе) и в Москве (в сентябре). Экспонировалось более 900 работ, издан каталог (предисловие Лео Соонпяэ, составитель Вильма Рейнхольм).
- 1967 персональная выставка в Тартуском художественном музее (ноябрь-декабрь), выставлены более 500 работ. Издан каталог (вступление Майре Тоом).
- 1968 объёмная персональная выставка в Каунасе.
- 1972 в государственном Художественном музее Эстонской ССР в замке Кадриорг выставка «Ранее не выставлявшаяся живопись Адамсон-Эрика», посвящённая 70-летию художника. Издан каталог (составитель Хилья Ляти), в списке более 70-ти работ.
- 1977 Выставка «Адамсон-Эрик — 75» в замке Кадриорга, отмечающая 75-летие художника. Издан иллюстрированный буклет (составитель Хилья Ляти) со списком 74 работ.
- 1982 выставка в филиале ЭХМ, музее прикладного искусства.
- 1984 (17.10.1984-06.1985) выставка «Эскизы ковров Адамсон-Эрика», составитель Юлле Круус.
- 1985 (17.06.-27.04.1986) выставка «Декоративная живопись Адамсон-Эрика», составитель Пирет Сельберг.
- 1986 (14.05.-28.09) выставка «Адамсон-Эрик и эстонская живопись», составитель Юрии Хайн.
- 1988 (2.12.-23.04.1989) выставка «Виды Греции Адамсон-Эрика 1934 года», составитель Анне Лыугас.
- 1989 (25.10.1989-07.01.1990) выставка «Адамсон-Эрик и эстонская портретная живопись», составитель Анне Лыугас.
- 1990 (12.12.1990-10.02.1991) выставка «Натюрморты Адамсон-Эрика за четыре десятилетия», составитель Юлле Круус.
- 1991 (01.06.-01.09) выставка «Произведения Адамсон-Эрика» в Финляндии в Хейнола, составители Май Левин, Анне Лыугас, Юлле Круус.
- 1993 15 октября музей Адамсон-Эрика вновь открыт. Новую основную экспозицию подготовили Керсти Колль и Юлле Круус.
- 1993 (15.10.-14.11) Выставка «Текстильные работы Адамсон-Эрика», составитель Юлле Круус.
- 1994 (15.09.-11.12) выставка «Малоизвестные работы Адамсон-Эрика из США, Швеции и Эстонии», составители Керсти Колль и Юлле Круус.
- 1997 (10.07.-21.09) Выставка, посвящённая 95-летию Адамсон-Эрика, «Цветы на окне», составитель Юлле Круус.
- 1997 (03.10.-30.11) Выставка «Цветы на окне / Kukkia ikkunalaudalla / Blommor pa fönsterbrädet» в Финляндии, в городском музее Ловийза, составитель Юлле Круус.
- 1998 (02.12.1998-24.01.1999) выставка «15 лет музею Адамсон-Эрика», составители Керсти Колль и Юлле Круус.
- 2002 (16.08.-01.12) «АДАМСОН-ЭРИК — 100», отмечающие 100-летие художника выставки, конференция и программа мероприятий в здании Рыцарства ЭХМ и музее Адамсон-Эрика; составители Керсти Колль, Юлле Круус и Ханно Соанс.
- 2003 (10.04.-6.06) выставка «АДАМСОН-ЭРИК — 100» в Финляндии, в музее Порвоо.

Групповые
- 1928 в мае в галерее Бломквиста в Осло вместе с Кристьяном Тедером и Эдуардом Вийральтом выступил под названием «Группа парижских эстонских художников».
- 1928 (29.06.-12.07) в Таллинне, улица Вене, 22 состоялась выставка Адамсон-Эрика, Кристьяна Тедера и Эдуарда Вийральта. Эта же выставка состоялась в Пярну, где к участникам присоединился Антон Старкопф.
- 1929 (09.02.-03.03) выставка искусства Эстонии в Хельсинки. «Портрет С. Барбаруса» (1928) приобретён в собрание Атенеума.
- 1929 (02.04.-23.04) Выставка эстонского искусства в Любеке.
- 1929 (04.05.-18.05) Выставка эстонского искусства в Париже. Адамсон-Эрик был одним из организаторов, но участвовал в выставке и как художник. На выставке был куплен для Люксембургского музея Jeu de Paume его «Портрет отца» (1928), который теперь принадлежит собранию Парижского Центра Жоржа Помпиду.
- 1929 (15.08.-20.09) в Киле.
- 1929 (06.10.-3.11) в Кёнигсберге.
- 1930 (09.03.-23.03) выставка в Тарту в школе искусства «Паллас» на ул. Карлова, 2 вместе с Кристьяном Тедером (в списке экспонатов 39 живописных работ Адамсон-Эрика).
- 1930 (04.01.-19.01) в Берлине
- 1930 (15.03.-30.03) в Кёльне
- 1930 (10.05.-25.05) в Копенгагене
- 1935 выставка эстонского искусства в Москве, Адамсон-Эрик был комиссаром выставки. На выставке был приобретён его «Портрет отца II» (1930—1932) в собрание Московского музея нового западного искусства. В 1971 году его передали в коллекцию Эстонского Художественного музея (EKM M 4448).
- 1937 26 мая в Париже открылась Всемирная выставка, Балтийский павильон начал работать только с 17 июня. Адамсон-Эрик получил признание двумя почётными дипломами (Diplômes d´honneur) за ковры, фарфор и керамику. Он участвовал и в оформлении выставки.
- 1938 На Берлинской международной выставке прикладного искусства заслужил почётную медаль за работы из кожи.
- 1939 (18.02.-28.02) в Риме
- 1939 (24.03.-10.04) в Будапеште
- 1939 (20.05.-07.06) в Антверпене с выставки была куплена его картина «Эстонская девочка».
- 1939 В Таллиннском Доме искусства с 8 по 18 сентября выставка живописи (так называемая выставка шести художников), в которой выступили Адамсон-Эрик, Александр Бергман-Варди, Яан Грюнберг, Каарел Лийманд, Карл Пярсимяги, Кристьян Тедер.
- 1940 (21.01.-05.02) в Тарту выставка той же группы художников, что и в помещении «Палласа» в Таллинне.
- 1943 Участвовал в организации выставки в Москве, посвящённой 600-летию восстания Юрьевой ночи (вместе в Хансом Круузом и многими другими).

## Семья
- Отец — Яан Адамсон, торговал одеждой.
- Мать — Анна Адамсон, воспитывала четверых детей.
- Жена — Мари Адамсон. Заключили брак 2 января 1936 года в Таллине.

## Музей Адамсон-Эрика
2 декабря 1983 года в Таллине на улице Люхике ялг открыли музей Адамсон-Эрика. Вдова художника, профессор текстиля Мари Адамс, подарила более 1000 работ мастера Эстонскому Художественному музею с условием, что они будут храниться и экспонироваться в этом здании цельным собранием. В 1992—1993 годах музей был закрыт для посетителей из-за хранения фонда графики ЭХМ.